# Харшачаріта
Харшачаріта (санскрит: हर्षचरित, Harṣacarita) (Діяння Харші) -  біографія індійського імператора Харші Банабхатти, також відомого як Бана. Він був Аштаною Каві, що означає Придворний поет. Твори Бана описують ранню кар'єру Харші, та китайського паломника Сюань Цзана, який став особистим другом короля.

## Зміст
Харшачаріта складається з восьми розділів. Перші два присвячені самому Бані, у третьому автор розповідає про походження династії Пушпабхуті, до якої належав цар Харша, де розпочав свій життєпис.
У четвертому розділі йдеться про політичну історію королівства Станішвар та правління батька Харші Прабхакаравардхани. Королева Яшомати народила трьох дітей: синів Раджавардхану та Харшавардхану та дочку Раджашрі, яка згодом була одружена з королем Каньякубджі Грахаварманом.
П'ятий розділ присвячений військовій експедиції проти гуннів та подальшим трагічним подіям. Він веде похід на північ від Раджавардхани, а молодший брат Харші супроводжує його. Але незабаром Раджавардхану відкликали, бо він отримав звістку про хворобу батька, яка могла бути фатальною. Прабхакаравардхана помирає на руках у свого молодшого сина. Його вірна дружина, королева Яшомати, також прощається зі своїм життям. 
Шостий розділ розповідає, як Раджавардхана дізнається про те що сталося, та зрікається престолу. Раджавардхана вирушає в похід, але помирає від руки короля Гауді, що підступно  вбив його. Харша стає вождем армії й обіцяє помститися за смерть брата і знайти сестру. 
Сьомий розділ розповідає про військові походи Харші, під час яких він дізнався, що його сестра втекла з в'язниці та ховається у лісі Віндх'я. Харша посилає свого кузена Бханді з армією проти короля Гауді і йде за сестрою. У лісі він зустрічає буддійського ченця Дівакарамітро. Він розповідає про жахливий намір Раджастхарі себе спалити на вогнищі. Харші вдається врятувати її від самогубства, і вони разом повертаються до королівського табору. Так закінчується восьмий, останній розділ Харшахаріта. 